# Antiga botiga d'enagos de les Voltes d'en Rosés
La Botiga Enagos és un edifici del municipi de Girona que forma part de l'Inventari del Patrimoni Arquitectònic de Catalunya.

## Descripció
L'exterior d'aquesta botiga conserva el tancament originari. A la part superior és visible la caixa que amaga la reixa enrotllable. També hi ha uns bastiments laterals de fusta ornamentats, que arriben fins a mitjana alçada. L'aparador i la porta també són de fusta i vidre. Actualment ha estat pintat de color blau i ha desaparegut les lletres del rètol originari pintat ocupant la part superior, que deia "Corseteria".